# 29 de Agosto (brigue)
29 de Agosto foi um brigue, ou brigue-barca, operado pela Armada Imperial Brasileira nos anos iniciais à independência do Brasil. Seu nome é uma homenagem à data de assinatura de paz entre o Brasil e Portugal em 29 de agosto de 1825. Media 33.52 metros de comprimento, 7.01 metros de boca, 4.87 metros de pontal e propulsado à vela. Outrora com nome de Cerqueira, o 29 de Agosto foi adquirido por 17:322$540 de José de Cerqueira Lima, em 3 de setembro de 1825. Foi incorporado à armada em 6 de setembro, com seu primeiro comandante o Primeiro-Tenente John Rogers Glidon. Tomou parte nas ações da Guerra da Cisplatina a partir de 1826. Em 9 de fevereiro daquele ano, durante o Combate de Corales, o comandante Glidon foi morto. Em julho, o 29 de Agosto participou dos combates navais de Lara Quilmes e Monte Santiago, destacando-se em ambas. Em 1831, encontrava-se estacionado na Província de Pernambuco.